# Oumé
Oumé est une ville de Côte d'Ivoire, en Afrique de l'Ouest, dans la région du Gôh (ex-Fromager), chef-lieu de département.
Elle se situe au centre-ouest du pays à 250 km d'Abidjan, près des villes de Gagnoa et Toumodi, dans la région productrice de café et de cacao, aujourd'hui zone minière importante.
Les quartiers de la ville sont Gota baoulé, Dioulabougou, n'guessankro, Quartier Bété...
Les groupes ethniques qui peuplent Oumé sont les Gagous, Gouro, Dida, Bété, Dioula, Baoulé ...

## Démographie
| 1975   | 1988   | 2010   | 2021    |
| ------ | ------ | ------ | ------- |
| 14 032 | 29 521 | 54 615 | 127 153 |

## Administration
Une loi de 1978 a institué 27 communes de plein exercice sur le territoire du pays.
| Date d'élection | Identité                   | Parti    | Qualité              | Statut |
| --------------- | -------------------------- | -------- | -------------------- | ------ |
| 1980            |                            | PDCI-RDA | homme politique      | élu    |
| 1985            |                            | PDCI-RDA | enseignant           | élu    |
| 1990            | Christophe Kouassy Any     | PDCI-RDA | homme politique      | élu    |
| 1995            | Yao Recolt                 |          | PDCI-RDA enseignant  | élu    |
| 2001            | Brigitte Kakou Lou         | PDCI-RDA | journaliste          | élu    |
| 2013            | Assamoa Bi Konin Ferdinand | RDR      | Directeur d'aéroport | élu    |
| 2018            | Lagui Kouassi Joachim      | PDCI-RDA | Chef d'entreprise    | élu    |
| 2023            | Lagui Kouassi Joachim      | PDCI-RDA | Chef d'entreprise    | élu    |

## Infrastructures

### Économiques
- Le grand Marché
- SOCATENE
- CDCI

### Administratives
- Mairie
- Préfecture
- La Sous-Préfecture
- Commissariat de police
- Brigade de gendarmerie nationale
- Gardes forestiers

### Judiciaires
- Le tribunal
- Maison d'arrêt et de correction de Oumé (MACO)

### Sanitaires
- Hôpital Général d'Oumé
- Un hôpital pédiatrique (PMI)
- Les cliniques
- Pharmacie Thené
- Pharmacie Adad
- Pharmacie centrale

### Protection Sociale
- Centre Social
- Centre d'Education Spécialisée
- Centre de Protection de la Petite Enfance

### Scolaires
- Lycée Moderne Henry Konan Bedié
- Collège Moderne Denis Didero
- Collège Moderne Espoir
- Collège Moderne Yacouba Sylla
- Collège Les Elites
- Collège Akati
- Collège Catholique
- Collège Victoire de la Grâce Divine

### Hôtelières
Hôtels : Concorde, Soleil, Hôtel La Providence au quartier VTR

### Cultes
- Paroisse St Christophe (catholique)
- Église méthodiste Unie (protestante)
- La grande mosquée de Dioulabougou.
- Mosquée Sunnite de Sokoura.
- Mosquée de Sokouradja
- Église protestante CMA
- Église des Assemblées de Dieu
- Église Aeeci
- Église Protestante Baptiste Œuvres et Mission Internationale (EPBOMI)

## Personnalités liées à la commune
- Bonaventure Kalou, footballeur
- Salomon Kalou, footballeur
- Amani Lazare, footballeur

(voir aussi Catégorie:Naissance à Oumé)